# Coppa del mondo di ciclocross 2023-2024
La Coppa del mondo di ciclocross 2023-2024, trentunesima edizione della competizione, si è svolta in quattordici tappe e 46 gare tra il 15 ottobre 2023 e il 28 gennaio 2024. Le gare erano riservate alle categorie maschili Elite, Under-23 e Juniores, e alle categorie femminili Elite/Under-23 (per tale categoria sono stilate separatamente la classifica Elite e la classifica Under-23) e Juniores.

## Punteggi
| Piazzamento | 1  | 2  | 3  | 4  | 5  | 6  | 7  | 8  | 9  | 10 | 11 | 12 | 13 | 14 | 15 | 16 | 17 | 18 | 19 | 20 | 21 | 22 | 23 | 24 | 25 |
| Punti       | 40 | 30 | 25 | 22 | 21 | 20 | 19 | 18 | 17 | 16 | 15 | 14 | 13 | 12 | 11 | 10 | 9  | 8  | 7  | 6  | 5  | 4  | 3  | 2  | 1  |

## Uomini Elite

### Risultati
| N. | Data        | Città        | Prova                          | Vincitore            | Leader della Cl. generale |
| -- | ----------- | ------------ | ------------------------------ | -------------------- | ------------------------- |
| 1  | 15 ottobre  | Waterloo     | Cyclo-Cross Collective Cup     | Thibau Nys           | Thibau Nys                |
| 2  | 29 ottobre  | Maasmechelen | Cyclocross Maasmechelen        | Lars van der Haar    | Lars van der Haar         |
| 3  | 12 novembre | Dendermonde  | Ambiancecross                  | Pim Ronhaar          | Lars van der Haar         |
| 4  | 19 novembre | Troyes       | Cyclo-cross de Troyes          | Eli Iserbyt          | Eli Iserbyt               |
| 5  | 26 novembre | Dublino      | Cyclocross Dublin              | Pim Ronhaar          | Eli Iserbyt               |
| 6  | 3 dicembre  | Flamanville  | Cyclo-cross en Cotentin        | Eli Iserbyt          | Eli Iserbyt               |
| 7  | 10 dicembre | Val di Sole  | Ciclocross Val di Sole         | Joris Nieuwenhuis    | Eli Iserbyt               |
| 8  | 17 dicembre | Namur        | Cyclo-cross de la Citadelle    | Thomas Pidcock       | Eli Iserbyt               |
| 9  | 23 dicembre | Anversa      | Scheldecross                   | Mathieu van der Poel | Eli Iserbyt               |
| 10 | 26 dicembre | Gavere       | Cyclocross Gavere              | Mathieu van der Poel | Eli Iserbyt               |
| 11 | 30 dicembre | Hulst        | Vestingcross                   | Mathieu van der Poel | Eli Iserbyt               |
| 12 | 7 gennaio   | Zonhoven     | Cyclocross Zonhoven            | Mathieu van der Poel | Eli Iserbyt               |
| 13 | 21 gennaio  | Benidorm     | CX Benidorm Costa Blanca       | Wout Van Aert        | Eli Iserbyt               |
| 14 | 28 gennaio  | Hoogerheide  | Grote Prijs Adrie van der Poel | Mathieu van der Poel | Eli Iserbyt               |

### Classifica finale
| Pos. | Ciclista             | Squadra         | Punti |
| ---- | -------------------- | --------------- | ----- |
| 1º   | Eli Iserbyt          | Pauwels Sauz.   | 338   |
| 2º   | Joris Nieuwenhuis    | Baloise Trek    | 313   |
| 3º   | Pim Ronhaar          | Baloise Trek    | 295   |
| 4º   | Lars van der Haar    | Baloise Trek    | 293   |
| 5º   | Niels Vandeputte     | Alpecin Dev.    | 239   |
| 6º   | Mathieu van der Poel | Alpecin         | 221   |
| 7º   | Laurens Sweeck       | Crelan-Fristads | 220   |
| 8º   | Toon Vandebosch      | Alpecin Dev.    | 213   |
| 9º   | Ryan Kamp            | Pauwels Sauz.   | 209   |
| 10º  | Thibau Nys           | Baloise Trek    | 196   |

## Donne Elite

### Risultati
| N. | Data        | Città        | Prova                          | Vincitrice      | Leader della Cl. generale |
| -- | ----------- | ------------ | ------------------------------ | --------------- | ------------------------- |
| 1  | 15 ottobre  | Waterloo     | Cyclo-Cross Collective Cup     | Fem van Empel   | Fem van Empel             |
| 2  | 29 ottobre  | Maasmechelen | Cyclocross Maasmechelen        | Fem van Empel   | Fem van Empel             |
| 3  | 12 novembre | Dendermonde  | Ambiancecross                  | Ceylin Alvarado | Ceylin Alvarado           |
| 4  | 19 novembre | Troyes       | Cyclo-cross de Troyes          | Ceylin Alvarado | Ceylin Alvarado           |
| 5  | 26 novembre | Dublino      | Cyclocross Dublin              | Lucinda Brand   | Ceylin Alvarado           |
| 6  | 3 dicembre  | Flamanville  | Cyclo-cross en Cotentin        | Lucinda Brand   | Ceylin Alvarado           |
| 7  | 10 dicembre | Val di Sole  | Ciclocross Val di Sole         | Manon Bakker    | Ceylin Alvarado           |
| 8  | 17 dicembre | Namur        | Cyclo-cross de la Citadelle    | Ceylin Alvarado | Ceylin Alvarado           |
| 9  | 23 dicembre | Anversa      | Scheldecross                   | Fem van Empel   | Ceylin Alvarado           |
| 10 | 26 dicembre | Gavere       | Cyclocross Gavere              | Puck Pieterse   | Ceylin Alvarado           |
| 11 | 30 dicembre | Hulst        | Vestingcross                   | Puck Pieterse   | Ceylin Alvarado           |
| 12 | 7 gennaio   | Zonhoven     | Cyclocross Zonhoven            | Puck Pieterse   | Ceylin Alvarado           |
| 13 | 21 gennaio  | Benidorm     | CX Benidorm Costa Blanca       | Fem van Empel   | Ceylin Alvarado           |
| 14 | 28 gennaio  | Hoogerheide  | Grote Prijs Adrie van der Poel | Fem van Empel   | Ceylin Alvarado           |

### Classifica finale
| Pos. | Ciclista             | Squadra        | Punti |
| ---- | -------------------- | -------------- | ----- |
| 1ª   | Ceylin Alvarado      | Alpecin        | 348   |
| 2ª   | Puck Pieterse        | Alpecin        | 308   |
| 3ª   | Lucinda Brand        | Baloise        | 284   |
| 4ª   | Fem van Empel        | Jumbo/Visma    | 252   |
| 5ª   | Leonie Bentveld      | Pauwels Sauzen | 222   |
| 6ª   | Inge van der Heijden | Crelan         | 221   |
| 7ª   | Manon Bakker         | Crelan         | 219   |
| 8ª   | Zoe Bäckstedt        | Canyon         | 214   |
| 9ª   | Marie Schreiber      | SD Worx        | 202   |
| 10ª  | Annemarie Worst      | CX Reds        | 170   |

## Uomini Under-23

### Risultati
| N. | Data        | Città       | Prova                          | Vincitore        | Leader della Cl. generale |
| -- | ----------- | ----------- | ------------------------------ | ---------------- | ------------------------- |
| 1  | 19 novembre | Troyes      | Cyclo-cross de Troyes          | Tibor Del Grosso | Tibor Del Grosso          |
| 2  | 26 novembre | Dublino     | Cyclocross Dublin              | Tibor Del Grosso | Tibor Del Grosso          |
| 3  | 17 dicembre | Namur       | Cyclo-cross de la Citadelle    | Emiel Verstrynge | Emiel Verstrynge          |
| 4  | 23 dicembre | Anversa     | Scheldecross                   | Tibor Del Grosso | Tibor Del Grosso          |
| 5  | 21 gennaio  | Benidorm    | CX Benidorm Costa Blanca       | Emiel Verstrynge | Tibor Del Grosso          |
| 6  | 28 gennaio  | Hoogerheide | Grote Prijs Adrie van der Poel | Tibor Del Grosso | Tibor Del Grosso          |

### Classifica finale
| Pos. | Ciclista           | Squadra       | Punti |
| ---- | ------------------ | ------------- | ----- |
| 1º   | Tibor Del Grosso   | Alpecin       | 160   |
| 2º   | Emiel Verstrynge   | Crelan        | 135   |
| 3º   | Jente Michels      | Alpecin       | 110   |
| 4º   | Rémi Lelandais     | Legendre      | 98    |
| 5º   | Ward Huybs         | Baloise Trek  | 92    |
| 6º   | Léo Bisiaux        | Decathlon     | 85    |
| 7º   | Aaron Dockx        | Crelan        | 80    |
| 8º   | Danny van Lierop   | TWC De Kempen | 78    |
| 9º   | Martin Groslambert | Van Rysel CX  | 74    |
| 10º  | David Haverdings   | Baloise Trek  | 74    |

## Uomini Junior

### Risultati
| N. | Data        | Città       | Prova                          | Vincitore      | Leader della Cl. generale |
| -- | ----------- | ----------- | ------------------------------ | -------------- | ------------------------- |
| 1  | 19 novembre | Troyes      | Cyclo-cross de Troyes          | Stefano Viezzi | Stefano Viezzi            |
| 2  | 26 novembre | Dublino     | Cyclocross Dublin              | Stefano Viezzi | Stefano Viezzi            |
| 3  | 17 dicembre | Namur       | Cyclo-cross de la Citadelle    | Aubin Sparfel  | Stefano Viezzi            |
| 4  | 23 dicembre | Anversa     | Scheldecross                   | Aubin Sparfel  | Stefano Viezzi            |
| 5  | 21 gennaio  | Benidorm    | CX Benidorm Costa Blanca       | Aubin Sparfel  | Aubin Sparfel             |
| 6  | 28 gennaio  | Hoogerheide | Grote Prijs Adrie van der Poel | Stefano Viezzi | Stefano Viezzi            |

### Classifica finale
| Pos. | Ciclista            | Squadra     | Punti |
| ---- | ------------------- | ----------- | ----- |
| 1º   | Stefano Viezzi      | Italia      | 150   |
| 2º   | Aubin Sparfel       | Francia     | 145   |
| 3º   | Keije Solen         | Paesi Bassi | 102   |
| 4º   | Arthur Van Den Boer | Belgio      | 92    |
| 5º   | Senna Remijn        | Paesi Bassi | 91    |
| 6º   | Jules Simon         | Francia     | 87    |
| 7º   | Kryštof Bažant      | Rep. Ceca   | 86    |
| 8º   | David John Thompson | Stati Uniti | 86    |
| 9º   | Théophile Vassal    | Francia     | 75    |
| 10º  | Paul Seixas         | Francia     | 72    |

## Donne Junior

### Risultati
| N. | Data        | Città       | Prova                          | Vincitrice          | Leader della Cl. generale |
| -- | ----------- | ----------- | ------------------------------ | ------------------- | ------------------------- |
| 1  | 19 novembre | Troyes      | Cyclo-cross de Troyes          | Cat Ferguson        | Cat Ferguson              |
| 2  | 26 novembre | Dublino     | Cyclocross Dublin              | Célia Gery          | Cat Ferguson              |
| 3  | 17 dicembre | Namur       | Cyclo-cross de la Citadelle    | Célia Gery          | Célia Gery                |
| 4  | 23 dicembre | Anversa     | Scheldecross                   | Cat Ferguson        | Cat Ferguson              |
| 5  | 21 gennaio  | Benidorm    | CX Benidorm Costa Blanca       | Célia Gery          | Célia Gery                |
| 6  | 28 gennaio  | Hoogerheide | Grote Prijs Adrie van der Poel | Viktória Chladoňová | Célia Gery                |

### Classifica finale
| Pos. | Ciclista             | Squadra       | Punti |
| ---- | -------------------- | ------------- | ----- |
| 1ª   | Célia Gery           | Francia       | 145   |
| 2ª   | Cat Ferguson         | Gran Bretagna | 140   |
| 3ª   | Viktória Chladoňová  | Slovacchia    | 130   |
| 4ª   | Imogen Wolff         | Gran Bretagna | 98    |
| 5ª   | Amandine Muller      | Francia       | 86    |
| 6ª   | Puck Langenbarg      | Belgio        | 80    |
| 7ª   | Vida Lopez de San R. | Stati Uniti   | 80    |
| 8ª   | Amálie Gottwaldová   | Rep. Ceca     | 78    |
| 9ª   | Anaïs Moulin         | Francia       | 76    |
| 10ª  | Kateřina Douděrová   | Rep. Ceca     | 72    |